# Michaelis (preußisches Adelsgeschlecht)

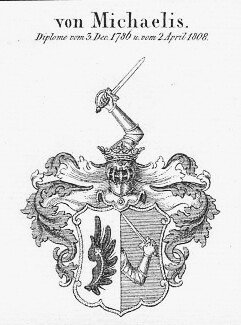
Wappen derer von Michaelis (1786, 1808)

Michaelis ist der Name eines preußischen Adelsgeschlechts.
Die Familie ist von weiteren gleichnamigen nobilitierten Familien wie den hinterpommerschen Michaelis, den Michaëlis von Engelsheimb als auch der aus Schweden stammenden Familie Michaelis des russisch-polnischen Generals Eugeniusz de Henning-Michaelis (1863–1939) zu unterscheiden.

## Geschichte
Der preußische Kapitän im Infanterieregiment „Graf Henckel“ (Nr. 2) und Besitzer der Güter Auklappen und Perscheln im Kreis Preußisch Eylau Heinrich Wilhelm von Michaelis (17..–1807) wurde am 3. Dezember 1786 in den preußischen Adelstand erhoben. Da dieser ohne Leibeserben zu hinterlassen verstarb, erhielten dessen Neffen, Christoph Gottlieb von Michaelis († 1811), Major im Regiment Towarczycz und Friedrich Wilhelm Michaelis (1778–1849), Leutnant der Artillerie am 2. April 1808 den Adelstitel. Auch Loyden im Kreis Friedland gehörte zum Gutsbesitz der Familie.

## Angehörige
- Hermann von Michaelis (1813–1890), preußischer Generalleutnant

## Wappen

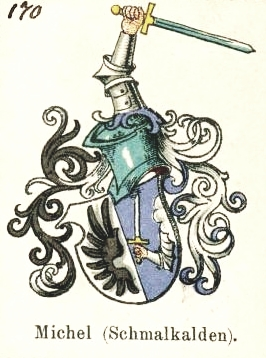
Wappen derer Michel zu Schmalkalden

(1786, 1808): Von Silber und Blau gespalten, vorn ein schwarzer Adlerflügel mit goldenem Kleestengel (wie beim preußischen Reichsadler), hinten ein auswärts gekehrter Schwertarm am Spalt. Auf dem Helm mit blau-silbernen Decken der Schwertarm wachsend.
Im Wesentlichen entspricht das Wappen dem der Familie Michel zu Schmalkalden. Das Ratsgeschlecht beginnt die Stammreihe mit Erasmus Michel (auch Michael; 1595–1646). In Schmalkalden hatte 1684 der Handelsmann Jacob Michel († nach 1709) geheiratet. Caspar Friedrich Michel war noch zu Beginn des 19. Jahrhunderts Handelsmann zu Schmalkalden. 1803 war er in Konkurs gegangen. Angehörige der Familie Michel aus Schmalkalden waren auch 1812 noch Handelsleute. Ein Angehöriger, der königlich württembergische Regierungsreferendar Georg Michel, erhielt 1901 als Adoptivsohn der Agnes Lang von Langen den württembergischen Adelsstand als Michel Lang von Langen mit dem Wappen derer Lang von Langen: in von Blau und Rot gespaltenem Schild zwei aus den Seitenrändern hervorgehende, silbern geharnischte Arme mit golden begriffen blanken Schwertern. Auf dem Helm mit rechts rot-silbernen, links blau-silbernen Decken zwei von Silber und Rot geteilte Büffelhörner.
Gelegentlich wird den 1808 nobilitierten Brüdern ein geviertes Wappen zugeschrieben, was aber auf einer Verwechslung mit einer zeitgleichen preußischen Standeshebung eines anderen Michaelis basiert.

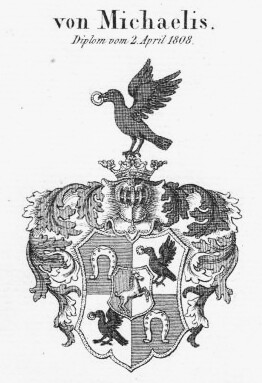
Geviertes Wappen derer von Michaelis (1808) mutmaßlich anderen Stammes